# Eufaula (grup humà)
Els eufaula eren una tribu d'amerindis dels Estats Units. Ells possiblement es van escindir de la tribu Kealedji o Hilibi. Formaven part de la Confederació Muskogi Creek.
Alguns eufaulas vivien al llarg del riu Chattahoochee a Geòrgia. Formaven part dels Baixos Creek i s'hi assentaren pel 1733, i fins i tot potser abans.
En 1832, eren l'única ciutat dels Alts Creek que formava part del cens, i l'única ciutat dels Alts Creek que es va traslladar a Territori Indi, assentant-se vora l'actual Eufaula (Oklahoma).

## Homònims
El seu nom es conserva en la moderna ciutat d'Eufaula (Alabama); Eufaula, Oklahoma; i llac Eufaula a Oklahoma.